# Phare de Buffalo (entrée nord)
Le phare d'entrée nord de Buffalo (en anglais : Buffalo Harbor North Entrance Light), est un phare inactif situé au nord du port de Buffalo sur le Lac Érié, dans le Comté d'Érié (État de New York).
Il est inscrit au Registre national des lieux historiques depuis le 4 aout 1993 .

## Histoire
Il s'agit d'une balise en forme de bouteille construite en tôle et mise en service en 1903 à l'extrémité sud du brise-lames nord du port. Il se distingue par quatre fenêtres en fonte et une porte en fer incurvée. Il a été allumé pour la première fois le 1er septembre 1903 et était à l’origine équipé d’une lentille de Fresnel de 6e ordre. Une lampe de 12 volts à piles avec une lentille en plastique verte de 12 pouces (300 mm) a été installée dans la balise dans les années 1960. La balise a été retirée en 1985 et se trouve maintenant sur le terrain de la lumière principale de Buffalo. Son jumeau est situé au phare de Dunkirk, au Veterans Park Museum.

## Description
Le phare  est une tour cylindrique en fonte avec une galerie et une lanterne de 9 m de haut, montée sur une plateforme en béton. La tour recouverte d'un revêtement en aluminium blanc et la lanterne est noire.
Son feu à occultations émet, à une hauteur focale de 13 m, un éclat blanc par période de 10 secondes. Sa portée est de 16 milles nautiques (environ 30 km).
Identifiant : ARLHS : USA-1032 ; USCG : 7-2710 .

### Lien connexe
- Liste des phares de l'État de New York